# Les Mystères de la duchesse
Pour plus de détails, voir Fiche technique et Distribution.

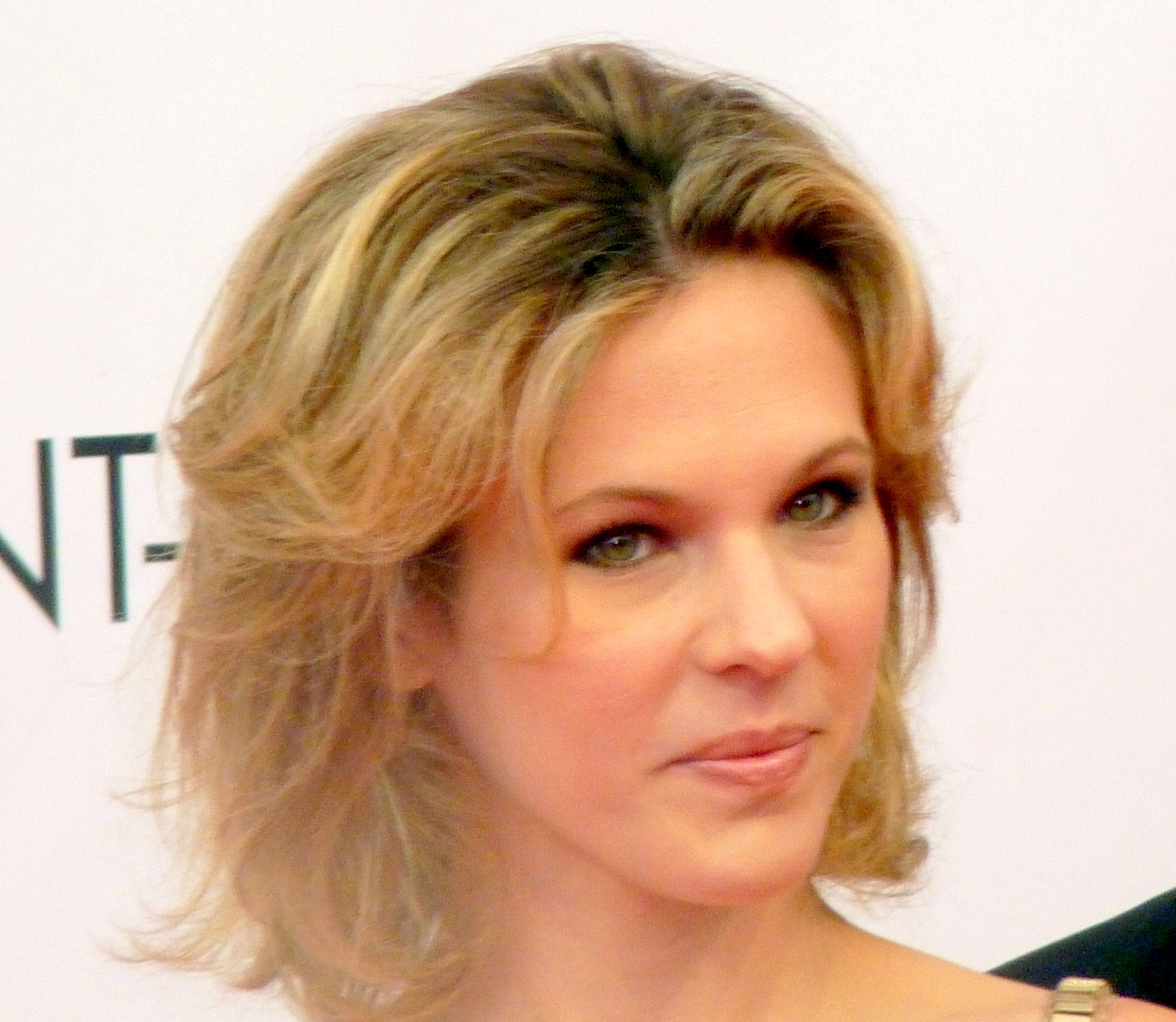
Lorie Pester.

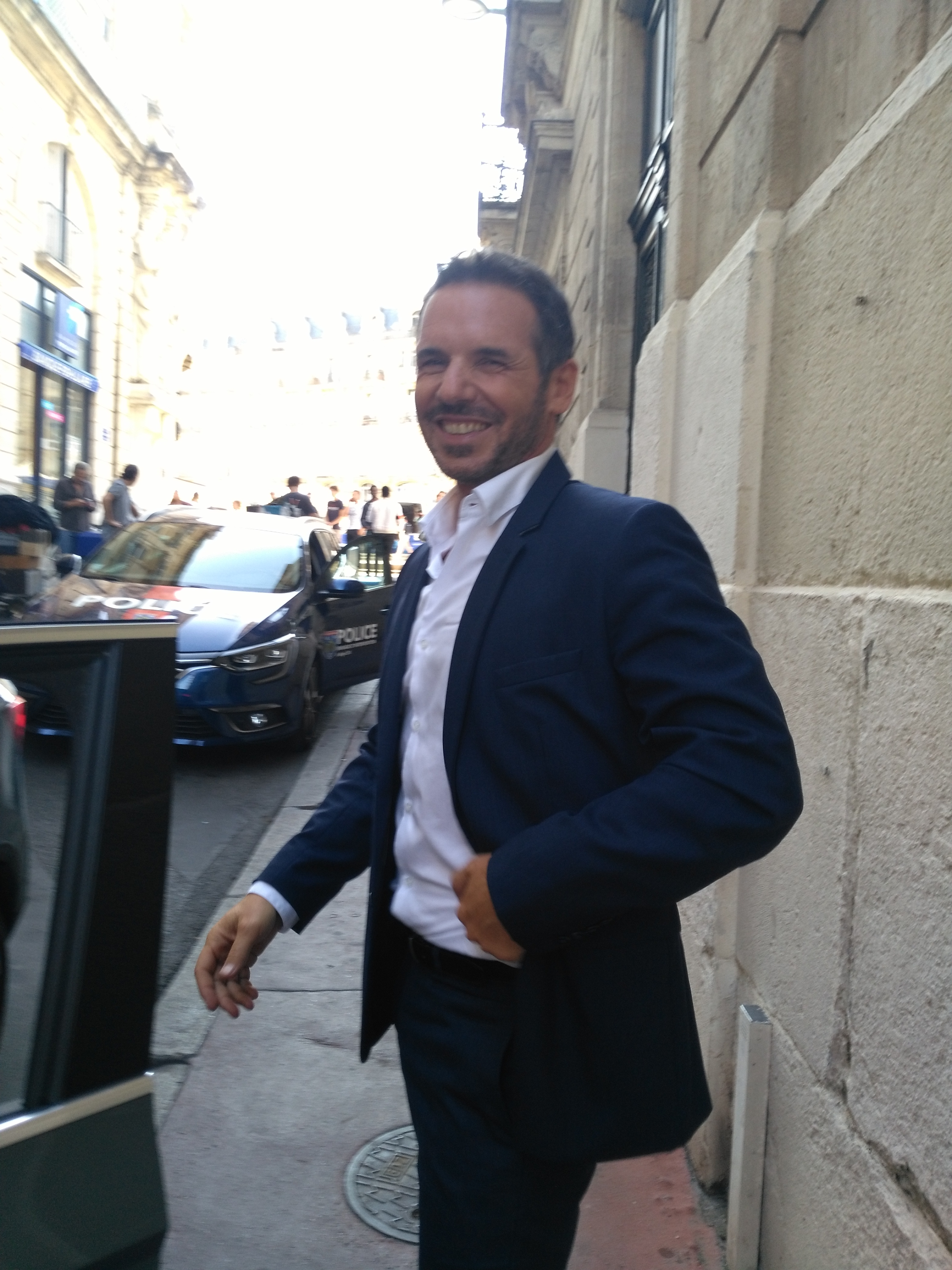
Jeremy Banster.

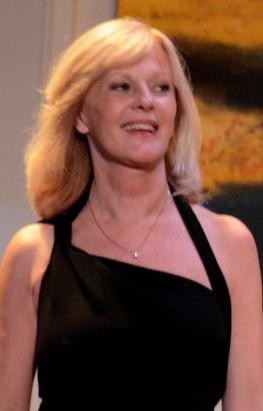
Élisa Servier.

Les Mystères de la duchesse est un téléfilm franco-belge réalisé en 2022 par Emmanuelle Dubergey d'après un scénario de Philippe Le Dem et Lorenzo Gabriele,,.
Cette fiction, qui fait partie de la collection policière de France 3 Les Mystères de..., est une coproduction de Flach Film production, France Télévisions, AT-Production et la RTBF (télévision belge), avec la participation de la Radio télévision suisse (RTS) et de TV5 Monde, ainsi que le soutien des départements de la Charente et de la Charente-Maritime.

## Synopsis
À l'âge de 70 ans, la duchesse Louise de Crémier se remarie avec Cyril Le Goff, un médecin sophrologue âgé de 38 ans seulement, ce qui fait jaser dans la région,,. Sa fille Estelle, convaincue que sa mère est victime d'un abus de faiblesse, engage le détective privé Lucien Labeguerri,, un ancien policier.
Un an après le mariage, alors qu'il fait du tai chi dans le parc du manoir, Cyril Le Goff est assassiné d'un coup de barre de fer sur la nuque,. La capitaine de gendarmerie Maud Artuis, enceinte de plus de huit mois,, commence son enquête dans le parc et y remarque la présence du détective privé, qu'elle embarque dans son enquête.
Les suspects sont nombreux, au premier rang desquels Estelle de Crémier qui aurait pu assassiner Cyril Le Goff pour éviter qu'il ne capte l'héritage de la duchesse. Mais l'enquête révèle que le médecin est en fait beaucoup plus riche que son épouse, à la suite d'un héritage de 10 millions d'euros.
Mais un nouveau meurtre survient : la duchesse est retrouvée morte dans l'escalier de son château, à côté du portrait vandalisé de son arrière-grand-mère.

## Fiche technique
- Titre français : Les Mystères de la duchesse
- Genre : Drame, policier
- Production : Sylvette Frydman, Jean-François Lepetit[5]
- Sociétés de production : Flach Film production, France Télévisions, AT-Production et la RTBF[4]
- Réalisation : Emmanuelle Dubergey[1],[2],[3],[5],[8]
- Scénario : Philippe Le Dem et Lorenzo Gabriele[1],[2],[3],[5],[8]
- Musique : David Imbault[5],[8]
- Décors : Antoine Maron
- Costumes : Valérie Cabeli
- Directeur de la photographie : Thierry Jault
- Son : Stéphane Roché
- Montage : Manuel De Sousa
- Maquillage : Diane Duchesne
- Pays de production :  France /  Belgique
- Langue originale : français
- Format : couleur
- Durée : 90 minutes[3]
- Dates de première diffusion :
  - Belgique : 10 septembre 2022 sur La Une[4],[8],[6]
  - Suisse : 15 septembre 2022 sur RTS Un
  - France: 17 septembre 2022 sur France 3[5]

## Distribution

### Gendarmerie et détective
- Lorie Pester : capitaine de gendarmerie Maud Artuis
- Jeremy Banster : détective privé Lucien Labeguerri
- Kenza Saïb-Couton : Samira

### Famille et manoir de Crémier
- Ludmila Mikaël : duchesse Louise de Crémier
- Nicolas Van Beveren : Cyril Legoff, époux de la duchesse
- Vanessa Liautey : Estelle de Crémier, fille de la duchesse
- Éric Savin : Denis Perrac, le mari d'Estelle de Crémier
- Fabrice Talon : Serge Robien, l'intendant du manoir
- Jean Mourière : Pierre Gomez, le jardinier du manoir

### Autres personnages
- Patrick Raynal : le maire Georges Decourcelles
- Élisa Servier : Madeleine Decourcelles
- Sébastien Boissavit : le serriste Jean-Marc Delonna
- Mathéo Capelli : Pascal Chalmin, l'amant de Jean-Marc Delonna
- Danièle Lebrun : Jeanne Labeguerri, la mère de Lucien
- Jérémy Malaveau : Jeremy Artuis, le mari décédé de Maud
- Gaëlle Gauthier : Carola Leone, l'ex-compagne de Cyril Legoff
- Catherine Artigala : Claudine

## Production

### Attribution des rôles
Pendant le tournage, qui dure un mois en mars-avril 2022, Lorie a dû s'éloigner de sa famille et, en particulier, de sa petite fille Nina, née en août 2020 et âgée de moins de deux ans au moment du tournage, une période qui n'a pas été facile pour Lorie : « Les dimanches soir dans le train sont durs… Laisser ma petite famille à la maison… »,.

### Tournage
Le tournage se déroule du 16 mars au 13 avril 2022 à Angoulême et ses environs,,.

## Diffusions et audience
En Belgique, le téléfilm, diffusé le 10 septembre 2022 sur la Une, est regardé par 235 202 téléspectateurs. L'audience tout écran sur 7 jours est de 278 480 téléspectateurs et de 19,5 % de part de marché.
En France, le téléfilm, diffusé le 17 septembre 2022 sur France 3, est regardé par 4 551 000 téléspectateurs, avec 24,6 % de part de marché.